# Dinarthrum capreolum
Dinarthrum capreolum är en nattsländeart som först beskrevs av Ito 1992.  Dinarthrum capreolum ingår i släktet Dinarthrum och familjen kantrörsnattsländor. Inga underarter finns listade i Catalogue of Life.